# ジョアン・ミレッ
- ジョアン・ミレッ
- ジョアン・ミレット

ジョアン・ミレッ（Joan Miret、1960年11月1日 - ）は、スペイン・バルセロナ県タラサ出身のサッカー指導者。元選手でポジションはゴールキーパー（GK）。ジョアン・ミレットとも表記される。

## 来歴

### 現役時代
9歳の頃からGKを始めた。ミレッの育った地域では当時は人気の無いポジションだったという。少年期に憧れたGKはスペイン代表のホセ・アンヘル・イリバルとルイス・アルコナーダ。後に「イリバルはアルコナーダほどのポテンシャルは無かったが、優れた技術とポジショニングで衰えを感じさせなかった」と分析し、指導に活かしている。
キャリアの大半を地元カタルーニャ州のクラブで過ごし、U-19カタルーニャ代表にも選出された。1984年、負傷により現役を引退。

### 指導者時代
1985年、古巣テッラーサFCで指導者に転身した。1990年頃まではとにかくメニューをこなさせる指導をしており、選手の伸び悩みに直面。自身がボールを止める技術を伝達できていないと痛感し、3年間指導から離れた。
2000年、カタルーニャを離れバスク州ゲルニカへ移住。SDゲルニカ・クラブでGKコーチを務め、こなす練習ではなく基礎的な技術を一つ一つ身に付けさせる練習によってゴルカ・イライソスら多くの選手を同州の強豪アスレティック・ビルバオへと輩出した。
2013年、湘南ベルマーレアカデミーGKプロジェクトリーダーに就任。小学生から高校生まで幅広く指導した。
2017年、FC東京へ転籍。
2019年7月10日、奈良クラブのアカデミーGKダイレクターに就任。2020年はトップチームのGKコーチを務め、シーズン終了後に退任した。
2021年4月1日、筑波大学蹴球部のGKコーチとして活動を開始した。
2022年1月12日、浦和レッズの新体制発表会にてGKコーチとして就任した。2024年11月、同年限りでの退任を発表。

## 所属クラブ
- 1969年 - 1979年  ジャバック (ca:Unió de Futbol Base Jàbac i Terrassa)
- 1979年 - 1980年  カルドナ (ca:Club de Futbol Cardona)
- 1980年 - 1983年  テッラーサFC
- 1983年 - 1984年  CDカステリョン

## 指導歴
- 1985年 - 1990年  テッラーサFC 育成GKコーチ
- 1994年 - 2000年  テッラーサFC 全カテゴリーGKコーチ
- 2000年 - 2012年  SDゲルニカ・クラブ (es:Sociedad Deportiva Gernika Club)  全カテゴリーGKコーチ
  - バスクコーチングスクールGK戦術、技術指導講師[4]
  - ビルバオコーチングスクールGK指導、戦術講師[4]
- 2013年1月 - 2016年  湘南ベルマーレ アカデミーGKプロジェクトリーダー
- 2017年1月 - 2018年  FC東京 トップチーム / U-23チーム GKコーチ
- 2019年6月 - 2020年  奈良クラブ
  - 2019年6月 - 同年12月  アカデミーGKダイレクター
  - 2020年  GKコーチ
- 2021年  筑波大学蹴球部 GKコーチ
- 2022年 - 2024年  浦和レッズ GKコーチ